# Bierville
Bierville es una comuna francesa situada en el departamento de Sena Marítimo, en la región de Normandía.

## Demografía
| 108 | 90 | 132 | 181 | 250 | 259 | 331 |
| Para los censos de 1962 a 1999 la población legal corresponde a la población sin duplicidades (Fuente: INSEE [Consultar]) |    |     |     |     |     |     |